# Crowded
Crowded ist eine US-amerikanische Sitcom, deren erste Folge am 15. März 2016 von dem US-amerikanischen Fernsehsender NBC gezeigt wurde. Die Serie wurde von Suzanne Martin entwickelt, die schon für The Client List verantwortlich war.
Die deutschsprachige Erstausstrahlung fand vom 28. Juli bis zum 8. September 2020 bei Joyn Primetime statt.

## Handlung
Nachdem die Kinder aus dem Haus sind lebten Mike und Martina Moore wieder zu zweit in ihrem Haus. Als sich die wirtschaftliche Lage verschlechtert, ziehen ihre beiden Töchter Stella und Shea wieder zuhause ein. Zu allem Überfluss kommen nun auch Mikes Vater und dessen Frau viel öfter als nötig vorbei, jetzt wo ihre Enkel da sind.

## Figuren
Mike Moore (Patrick Warburton) ist der Vater der Familie. Er würde gern öfter mit seiner Frau allein sein, was jedoch wegen der Kinder im Haus kaum möglich ist.
Martina Moore (Carrie Preston) ist die Mutter der Familie.
Shea Moore (Miranda Cosgrove) ist die jüngere Tochter der Familie. Sie war schon immer intelligent und besuchte ein College und hat in Astrophysik promoviert. Nach ihrem Abschluss sucht sie einen Job und zog deshalb zurück in ihr Elternhaus.
Stella Moore (Mia Serafino) ist die ältere Tochter von Mike und Martina. Anders als ihre Schwester Shea geht sie gern aus und hat viele Freunde. Sie möchte gern Schauspielerin werden, ihre Karriere kommt aber nicht so recht in Gang.
Bob Moore (Stacy Keach) ist der Vater von Mike. Er besitzt ein Restaurant, in dem die Familie oft isst.
Alice Moore (Carlease Burke) ist die neue Frau von Bob, aber nicht Mikes Mutter. Sie hat einen weiteren Sohn.
Ethan (Clifford McGhee) ist der Sohn von Alice, Bobs Ziehsohn und Mikes jüngerer Stiefbruder, den er um die Aufmerksamkeit seines Vaters beneidet.

## Produktion
Die Serie Crowded wurde im Mai 2015 von NBC bestellt. Die Premiere fand am 15. März 2016 statt und erreichte 6,8 Millionen Zuschauer, was mehr als die vorherigen Sendungen auf dem Sendeplatz ist. Die zweite Folge von Crowded, die im November 2015 gedreht wurde, ist die 1000. Folge im Fernsehen, in der James Burrows Regie führte. Im Mai 2016 gab NBC die Einstellung der Serie bekannt.